# Götz Freiherr von Pölnitz
Hieronymus Christoph Jan Eugen Franz Gottfried Maria Freiherr von Pölnitz, genannt Götz Freiherr von Pölnitz (* 11. Dezember 1906 in München; † 9. November 1967 in Erlangen) war ein deutscher Wirtschafts- und Sozialhistoriker und Archivar.

## Familie
Götz Freiherr von Pölnitz stammte aus dem ursprünglich sächsisch-vogtländischen Adelsgeschlecht Pölnitz, das sich ab dem 17. Jahrhundert auch in Franken ansiedelte. Zu seinen Vorfahren gehörten der Kursächsische Kanzler Bernhard von Pölnitz, der kurbrandenburgische Generalmajor Gerhard Bernhard von Pölnitz, der Kursächsische Reichstagsgesandte Hans Georg von Pöllnitz und Karl Ludwig von Pöllnitz, einem Vertrauten von König Friedrich II. von Preußen.
Er war das vierte von vier Kindern aus der Ehe von Maximilian von Pölnitz (1862–1936) und Gisela, geborene Gräfin von Gatterburg, Freiin auf Retz (1869–1914). Einer seiner Brüder war Sigmund Freiherr von Pölnitz, Domkapitular in Bamberg.
Götz von Pölnitz heiratete 1935 Gudila Kehr, Tochter des Historikers und Hochschullehrers Paul Fridolin Kehr.

## Leben
Pölnitz studierte Geschichte, Rechts- und Wirtschaftsgeschichte sowie kanonisches Recht an der Universität München und der Universität Würzburg. 1928 wurde er in München mit der Arbeit Die deutsche Einheits- und Freiheitsbewegung in der Münchner Studentenschaft (1826–1850) zum Dr. phil. promoviert. 1935 habilitierte er sich für mittlere und neuere Geschichte und war zunächst Privatdozent an der Universität München, ab 1935 an der Universität Erlangen. Der unter Gestapo-Beobachtung stehende Pölnitz bekam wegen „politischer Unzuverlässigkeit“ keine Professorenstelle in München, wie der Leiter der Parteikanzlei 1942 entschied.
Pölnitz war als Student aktives Mitglied der katholischen Studentenverbindung Rheno-Bavaria München im KV und wurde bereits mit 24 Jahren im Juni 1931 verantwortlicher Schriftleiter der Akademischen Monatsblätter, der Verbandszeitschrift des KV. Er leitete diese Zeitschrift bis August 1935.
Im Mai 1932 hielt er auf der Vertreterversammlung (Generalversammlung) des gesamten KV in Würzburg einen ausführlichen und kritischen Vortrag über den Nationalsozialismus mit dem Titel Der radikale deutsche Nationalsozialismus im Lichte katholischer Weltanschauung. Dieser Vortrag wurde in den Akademischen Monatsblättern vollständig abgedruckt. Zitat hieraus (S. 371): „Solcher Antisemitismus ist nicht nur unvereinbar mit dem christlichen Liebesgebot, er setzt sich auch in bewussten Gegensatz zu den Grundwahrheiten unseres Offenbarungsglaubens, worin das mosaische Zehngebot ein Fundament darstellt, mit dem die christliche Sittenlehre steht und fällt…“
Pölnitz war vor 1933 Mitglied des nationalistischen Stahlhelm geworden. Der Stahlhelm wurde in Folge der NS-Gleichschaltung im Juni 1933 in die SA übergeführt, aufgrund wachsender Opposition gegen die nationalsozialistische Staatsführung innerhalb des Stahlhelms aber 1935 aufgelöst. Dadurch war Pölnitz automatisch Mitglied der SA und Rottenführer geworden.
Pölnitz trat zum 1. Mai 1937 der NSDAP bei (Mitgliedsnummer 5.226.636). Als Privatdozent und Historiker hielt er nach eigenen Angaben des Jahres 1939 Schulungsvorträge „bei den Lehrgängen der Obersten SA-Führung, bei der NS-Frauenschaft, bei der NS-Volksbildungsstätte, bei verschiedenen SA-Stürmen und im Hilfsbund der Österreicher“. Daneben war er Gutachter für die Hitlerjugend und den NS-Studentenbund.
Eine wissenschaftliche Karriere machte der Historiker Pölnitz im Nationalsozialismus allerdings nicht. 1935 stand er zwar an erster Stelle der Berufungsliste für den Lehrstuhl für Mittlere Geschichte in München, bekam diese Professur aber wahrscheinlich wegen seiner Tätigkeit im Verband der katholischen deutschen Studentenverbindungen (KV) und seiner scharfen Kritik am Nationalsozialismus vor 1933 nicht. Als Walther Wüst, der Rektor der Münchener Universität, Pölnitz an die Reichsuniversität Straßburg vermitteln wollte, antwortete der dortige Dekan, Ernst Anrich, dass Pölnitz durch seine führende Tätigkeit im KV doch sehr belastet sei. 1944 fand man in seiner Personalakte Hinweise wie „Beziehungen zum Stauffenberg-Kreis“ und „ein klarer Gegner des Blutgedankens“.
1936 wurde Pölnitz in Nachfolge von Jakob Strieder Direktor des Fuggerarchivs in Augsburg. Gleichzeitig war er Dozent an der Wirtschaftshochschule in Nürnberg. Von 1942 bis 1947 dozierte er in Erlangen Mittlere und Neuere Geschichte.
Nach dem Zweiten Weltkrieg konnte Pölnitz wegen seiner Verstrickung in den Nationalsozialismus nicht an die Universitäten zurückkehren, sondern war zunächst ab 1947 als Administrator der Fürstlich-Gräflichen Fuggerschen Stiftung in Augsburg tätig. Der Historiker Max Spindler (1894–1986) berief ihn 1949 als wissenschaftlichen Vorstand in die neugegründete Schwäbische Forschungsgemeinschaft, da er in Pölnitz die geeignetste Person für dieses Amt sah. Dieses Amt hatte er bis 1960 inne.
1952 wurde er außerplanmäßiger Professor in München und 1954 ordentlicher Professor für Mittelalterliche und Neuere Geschichte, Wirtschaftsgeschichte und Kulturgeschichte an der Philosophisch-Theologischen Hochschule in Dillingen. 1961 wurde er als Professor an die Wirtschafts- und Sozialwissenschaftliche Fakultät der Universität Erlangen-Nürnberg berufen und war dort 1963/64 Universitätsrektor. Während seiner Tätigkeit als Gründungsrektor der Universität Regensburg im Jahre 1965 wurden ihm wegen mancher Schriften, die er während des „Dritten Reiches“ veröffentlicht hatte, Vorhaltungen gemacht, die zu seinem Rücktritt führten.
Hierzu führte Joseph-Ernst Fugger von Glött, der wegen seiner Zugehörigkeit zum oppositionellen Kreisauer Kreis vom Volksgerichtshof unter Freisler verurteilt worden war, in einem Brief an die Redaktion Die Welt vom 27. November 1965 Folgendes aus:

„Ich kenne Professor Dr. Götz Freiherr von Pölnitz seit Jahrzehnten und kam in der Zeit des 3. Reiches oft mit ihm zusammen. Seit 1936 leitet er das Fuggerarchiv. Ich kannte ihn als einen entschiedenen Gegner des Nationalsozialismus, der grossen Schwierigkeiten wie Gestapoverhören, Hausdurchsuchungen und dergleichen mehr ausgesetzt war. Deshalb konnte er, der sich 1934 habilitiert hatte, auch erst nach dem Ende des 3. Reiches Professor werden. Dass er sich tarnen musste, weiss jeder, der unter dem Terror des 3. Reiches gelebt hat. Sie können mir, als engagierten Antinazi, glauben, dass ich niemals Professor Dr. Götz Freiherr von Pölnitz angestellt hätte, wenn er ein Nazi gewesen wäre.“

Im Jahre 1955 erwarb Pölnitz das Böttingerhaus in Bamberg und wurde zum Retter dieses einzigartigen barocken Bürgerhauses des hochstiftischen Beamten Johann Ignaz Michael Tobias Böttinger.
Pölnitz wirkte unter anderem an der von der Görres-Gesellschaft betreuten Herausgabe der Schriften von Joseph Görres mit. 1965 wurde er im Kulturbeirat des Zentralkomitee der deutschen Katholiken.
1957 wurde er von Kardinal-Großmeister Nicola Kardinal Canali zum Ritter des Päpstlichen Ritterordens vom Heiligen Grab zu Jerusalem ernannt und am 30. April 1957 in München durch Lorenz Jaeger, Großprior der deutschen Statthalterei, investiert. Er gehörte der Komturei Bamberg an. Er war Großoffizier und Großkreuzritter al merito.
Götz von Pölnitz verstarb in Erlangen an Herzversagen und wurde auf dem von ihm eingerichteten Familienfriedhof auf Schloss Hundshaupten beigesetzt.

## Schriften (Auswahl)
- Julius Echter von Mespelbrunn. Fürstbischof von Würzburg und Herzog von Franken (1573–1617). München 1934.
- Die deutsche Einheits- und Freiheitsbewegung in der Münchner Studentenschaft (1826–1850). Knorr Hirth 1935.
- Jakob Fugger: Kaiser, Kirche und Kapital in der oberdeutschen Renaissance. Band 1. Mohr Siebeck 1949.
- Venedig. Callwey 1951.
- Burgen, Schlösser und Residenzen als sozialgeschichtliche Denkmale des fränkischen Raumes. Universitätsbuchdruckerei 1965.
- Die Fuggersche Generalrechnung von 1563. Francke 1967.
- Jakob Fugger, Quellen und Erläuterungen. J. C. B. Mohr.
- Die Fugger. Mohr Siebeck 1999, ISBN 3-16-147013-3.